# Bitches Brew
| 전문가 평가                   | 전문가 평가 |
| 평가 점수                     | 평가 점수   |
| 출처                          | 점수        |
| ----------------------------- | ----------- |
| AllMusic                      | [ 5 ]       |
| Christgau's Record Guide      | A−          |
| Encyclopedia of Popular Music | [ 8 ]       |
| Entertainment Weekly          | A           |
| Mojo                          | [ 9 ]       |
| MusicHound Jazz               | 5/5         |
| The Penguin Guide to Jazz     | [ 11 ]      |
| Pitchfork                     | 9.5/10      |
| The Rolling Stone Album Guide | [ 13 ]      |
| Sputnikmusic                  | 5/5         |

《Bitches Brew》는 1970년 3월 30일, 컬럼비아 레코드에서 발매된 미국의 재즈 음악가 마일스 데이비스의 스튜디오 더블 음반이다. 이 음반은 비평가들로부터 호평을 받았던 그의 음반 《In a Silent Way》에 이전에 등장했던 전기 악기들로 그의 실험을 계속했다. 전기 피아노와 기타와 같은 이러한 악기들의 사용으로, 데이비스는 더 느슨하고 록에 의해 영향을 받는 즉흥적인 스타일을 선호하여 전통적인 재즈 리듬을 거부했다. 이 음반은 파격적인 스타일과 실험적인 사운드로 인해 엇갈린 반응을 보였지만, 50만 장 이상이 팔리면서 데이비스의 첫 번째 골드 레코드가 되었다.
이후 몇 년 동안 《Bitches Brew》는 재즈 최고의 음반 중 하나이자 재즈 록 장르의 창시자로서 인정을 받았으며, 록과 펑크 음악가들에게 큰 영향을 끼쳤다. 이 음반은 1971년에 베스트 라지 재즈 앙상블 음반 그래미 어워드를 수상했다.  1998년 컬럼비아 레코드는 1970년 2월까지 스튜디오 세션뿐만 아니라 오리지널 음반도 포함한 4개의 디스크 박스 세트인 《The Complete Bitches Brew Sessions》를 발매했다.

## 배경 및 녹음
1969년까지 데이비스의 핵심 작업 밴드는 테너 색소폰의 웨인 쇼터, 베이스의 데이브 홀랜드, 일렉트릭 피아노의 칙 코리아, 드럼의 잭 디조넷으로 구성되었다. 디조넷을 뺀 이 그룹은 조 자비눌, 존 맥러플린, 토니 윌리엄스, 허비 행콕도 참여한 《In a Silent Way》 (1969년)를 녹음했다. 이 음반은 일렉트릭 피아노, 기타, 재즈 퓨전 스타일과 같은 전자 악기를 통합한 데이비스의 "일렉트릭 시대"의 시작을 알렸다. 다음 스튜디오 음반을 위해 데이비스는 그의 전자와 퓨전 스타일을 더 깊이 탐구하기를 원했다. 1969년 봄부터 8월까지 그의 5곡과 함께 투어를 하면서, 그는 그의 밴드가 연주할 새로운 곡들을 소개했는데, 그 중에는 〈Miles Runs the Voodoo Down〉, 〈Sanctuary〉, 〈Spanish Key〉 등이 있다. 그의 경력의 이 시점에서 데이비스는 컨템포러리 록과 펑크 음악, 캐넌볼 애덜리와 함께 연주한 자비눌의 연주, 그리고 영국의 작곡가 폴 벅마스터의 작품에 영향을 받았다.
1969년 8월, 데이비스는 그의 밴드를 모아 리허설을 했다, 예약한 녹음 세션 1주일 전에. 그의 다섯 작품뿐만 아니라, 그들은 자비눌, 맥러플린, 래리 영, 레니 화이트, 돈 앨리어스, 주마 산토스, 그리고 베니 모핀과 함께 했다. 데이비스는 처음에는 세 대의 피아노에 대해 간단한 화음을 썼고, 더 큰 규모의 작곡의 스케치로 확장했다. 그는 그 그룹에게 "음악 스케치"를 보여주었고 그들이 그가 선택한 화음을 연주하기만 하면 떠오르는 것은 무엇이든 연주할 수 있다고 말했다. 데이비스는 이 음반이 나아갈 방향에 대해 확신하지 못했고, 제작된 것이 "일부 미리 짜놓은 게 아니라" 즉흥적인 과정으로부터 나온 것이라는 확신이 없었기 때문에 각각의 곡을 편곡하지 않았다.
데이비스는 1969년 8월 19일부터 21일까지 뉴욕의 컬럼비아 스튜디오 B를 예약했다. 8월 19일, 오전 10시에 시작된 첫 세션에서는 밴드가 〈Bitches Brew〉를 가장 먼저 연주했다. 연주자들은 반원형으로 자리를 잡았고, 데이비스와 쇼터는 그 중심에 있었다. 레니 화이트의 말에 따르면:
"그건 마치 오케스트라 같았고, 마일스는 우리의 지휘자였어요. 우리는 헤드폰을 착용했죠. 서로의 연주를 들을 수 있어야 했거든요. 그 세션에는 외부 손님이 없었어요. 사진 촬영도 금지였죠. 하지만 아무도 언급하지 않은 손님이 한 명 있었는데, 맥스 로치였어요. 전부 라이브 녹음이었고, 오버더빙은 없었어요. 오전 10시부터 오후 1시까지, 사흘 동안 그렇게 했죠."— 레니 화이트, 

이 시기의 데이비스 녹음 세션에서 늘 그렇듯, 곡들은 여러 구간으로 나뉘어 녹음되었다. 데이비스는 템포 카운트, 몇 개의 코드나 멜로디 힌트, 분위기나 음색에 대한 제안 등 최소한의 지시만을 주었다. 그는 이런 방식의 작업을 선호했는데, 음악가들이 서로의 연주나 자신의 연주, 혹은 순간마다 변할 수 있는 데이비스의 신호에 집중하게 된다고 생각했기 때문이다. 예를 들어 〈Bitches Brew〉의 조용한 부분에서는 데이비스의 목소리가 들려오는데, 그는 특유의 목소리로 연주자들에게 템포를 맞추라며 손가락을 튕기거나 "타이트하게 유지하라"고 지시하며, 누구에게 솔로를 하라고 직접 지명하기도 했다(예: 곡 중간에 "존"이라고 부르며 지시). 〈John McLaughlin〉과 〈Sanctuary〉 역시 8월 19일, 세션에서 녹음되었으며, 세션 말미에는 〈Pharaoh's Dance〉의 리허설도 이루어졌다.
멜로디 중심의 "쿨"한 즉흥 연주자로 알려졌음에도 불구하고, 이 음반에서 데이비스의 연주는 거칠고 폭발적인 경우가 많다. 그는 빠른 주법을 구사하고 트럼펫의 고음역대까지 과감하게 올라가는 등, 공격적인 연주 스타일을 선보인다. 특히 〈Miles Runs the Voodoo Down〉에서의 마지막 솔로는 이러한 점에서 특히 주목할 만하다. 한편, 짧은 곡인 〈John McLaughlin〉에는 데이비스가 참여하지 않았다.

## 음반 제목
음반 제목이 어디에서 유래했는지 알 수 없고, 어디서 유래했는지에 대해서는 다양한 이론들이 있다. 어떤 사람들은 이것이 60년대의 문화적 변화를 그에게 소개시켜준 마일스의 삶의 여성들에 대한 언급이었다고 믿는다. 다른 사람들은 아프리카계 미국인들에게 "빗치(bitches)"는 때때로 무언가를 잘하는 사람을 긍정적으로 지칭하는 은어가 될 수 있기 때문에 "빗치"가 음악가 그 자체일 수도 있다고 생각한다. 다른 설명이 제시되었다.

## 발매
《Bitchs Brew》는 1970년 3월 30일에 발매되었다. 이후 4개월 동안 상업적인 탄력을 받아 1970년 7월 4일, 일주일 동안 미국 빌보드 200에서 35위로 정점을 찍었다. 이 음반은 데이비스의 차트에서 최고의 성과로 남아있다. 2003년 9월 22일, 이 음반은 미국에서 100만 장을 판매했다는 이유로 미국 음반 산업 협회로부터 플래티넘 인증을 받았다.

## 곡 목록
| #  | 제목                | 작곡      | 재생 시간 |
| -- | ------------------- | --------- | --------- |
| 1. | 〈Pharaoh's Dance〉 | 조 자비눌 | 20:00     |

| #  | 제목             | 작곡            | 재생 시간 |
| -- | ---------------- | --------------- | --------- |
| 1. | 〈Bitches Brew〉 | 마일스 데이비스 | 26:59     |

| #  | 제목                | 작곡     | 재생 시간 |
| -- | ------------------- | -------- | --------- |
| 1. | 〈Spanish Key〉     | 데이비스 | 17:29     |
| 2. | 〈John McLaughlin〉 | 데이비스 | 4:26      |

| #  | 제목                           | 작곡      | 재생 시간 |
| -- | ------------------------------ | --------- | --------- |
| 1. | 〈Miles Runs the Voodoo Down〉 | 데이비스  | 14:04     |
| 2. | 〈Sanctuary〉                  | 웨인 쇼터 | 10:52     |

| #  | 제목     | 작곡 | 재생 시간 |
| -- | -------- | ---- | --------- |
| 1. | 〈Feio〉 | 쇼터 | 11:51     |

## 인증
| 국가                                                  | 인증        | 판매량/출하량 |
| ----------------------------------------------------- | ----------- | ------------- |
| 영국 (BPI) sales since 1999                           | 골드        | 100,000*      |
| 미국 (RIAA)                                           | 1× 플래티넘 | 1,000,000^    |
| *판매량을 기반으로 한 인증 ^출하량을 기반으로 한 인증 |             |               |